# Halyna Obleshchuk
Halyna Obleshchuk (née le 23 février 1989) est une athlète ukrainienne, spécialiste du lancer du poids. 

## Biographie
Elle dépasse pour la première fois la limite des 19 mètres en mai 2012 à Kiev avec 19,23 m. En 2013, elle se classe deuxième des championnats d'Europe par équipes, à Gateshead, derrière l'Allemande Christina Schwanitz.

## Palmarès
| Date | Compétition                       | Lieu      | Résultat | Marque  |
| ---- | --------------------------------- | --------- | -------- | ------- |
| 2013 | Championnats d'Europe par équipes | Gateshead | 2e       | 18,05 m |
| 2015 | DécaNation                        | Paris     | 3e       | 16,43 m |
| 2017 | Championnats d'Europe par équipes | Lille     | 8e       | 16,56 m |

### Records
| Épreuve         | Épreuve   | Performance | Lieu | Date            |
| --------------- | --------- | ----------- | ---- | --------------- |
| Lancer du poids | Plein air | 19,23 m     | Kiev | 19 mai 2012     |
| Lancer du poids | Salle     | 18,02 m     | Sumy | 17 février 2012 |